# ۵۹۰ (پیش از میلاد)
۵۹۰ (پیش از میلاد) ۵۹۰مین سال قبل از تقویم میلادی است.